# بارکد برادرز
بارکد برادرز (به دانمارکی: Barcode Brothers) یک گروه دونفرهٔ موسیقی ترنس دانمارکی متشکّل از کریستین ملر و آندرس الند بود. آن‌ها بیشتر به‌خاطر ترانه‌هایی مانند «دوه دوه»، «فلوت»، و «اس‌ام‌اس» شناخته می‌شوند. آن‌ها همچنین قبل از فروپاشی گروه در سال ۲۰۰۴ دو آلبوم منتشر کردند.